# Miobunus
Genre
Synonymes
- Tasmanobunus Hickman, 1958

Miobunus est un genre d'opilions laniatores de la famille des Triaenonychidae.

## Distribution
Les espèces de ce genre sont endémiques de Tasmanie en Australie.

## Liste des espèces
Selon World Catalogue of Opiliones (23/05/2021) :
- Miobunus forficula Hunt, 1995
- Miobunus johnhickmani Hunt, 1995
- Miobunus levis Hickman, 1958
- Miobunus mainae Hunt, 1995
- Miobunus parvus (Hickman, 1958)
- Miobunus thoracicus Roewer, 1915

## Publication originale
- Roewer, 1915 : « Die Familie der Triaenonychidae der Opiliones - Laniatores. » Archiv für Naturgeschichte, sér. A, vol. 80, no 12, p. 61–168 (texte intégral).